# Göttenbach (Lengdorf)
Göttenbach ist ein Gemeindeteil der Gemeinde Lengdorf im Landkreis Erding in Oberbayern.

## Geographie
Der Weiler liegt zwei Kilometer südlich von Lengdorf und 1800 m Fahrstrecke von der Anschlussstelle Lengdorf der Bundesautobahn 94 entfernt.
Etwas südlich des Weilers fließt der Göttenbach nach Westen, der im Nordwesten des Kopfsburger Holzes entspringt und zwischen Penzing und Wenshof in die Isen mündet. 

## Geschichte
Göttenbach wurde 1267 unter dem ursprünglichen Namen Getenbach erstmals erwähnt und bestand im Jahr 1739 aus 4 Anwesen. Der Ort war Sitz der Obmannschaft Göttenbach in der freisingischen Herrschaft Burgrain, zu der die Orte Göttenbach, Wimpasing, Öd, Ötz, Wenshof, Harnisch und Hundsöd gehörten. Im Zuge der Neuordnung Bayerns (Gemeindeedikt 1818) wurde der Ort und die gesamte Obmannschaft der Gemeinde Lengdorf und somit dem Bezirksamt Erding zugeschlagen.

### Bevölkerungsentwicklung
Bei der Volkszählung 1871 gab es in Göttenbach 12 Gebäude und 29 Einwohner, bei der Viehzählung 1873 gab es 13 Pferde und 41 Rinder. In der Nachkriegszeit des Ersten Weltkriegs stieg die Bevölkerungszahl auf 31 Einwohner an. Im Mai 1987 lebten dort 21 Einwohner in sechs Wohngebäuden, von denen eines in zwei Wohnungen aufgeteilt war.
| Jahr      | 1871 | 1925 | 1950 | 1970 | 1987 |
| Einwohner | 29   | 31   | 27   | 25   | 21   |

Göttenbach von Südosten
Göttenbach, Nebenflüsslein der Isen